# Zimowa Uniwersjada 1975

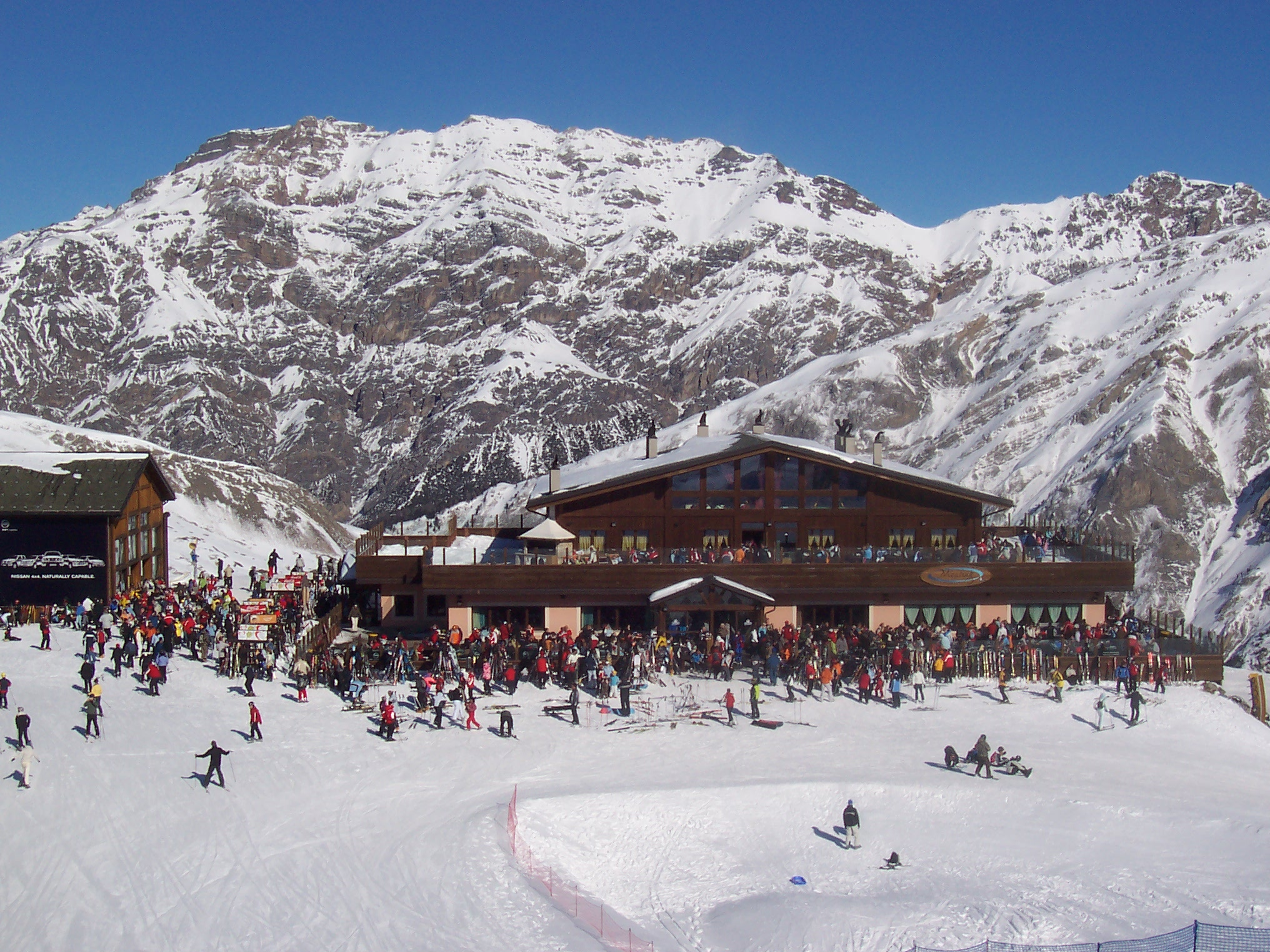
Livigno

8. Zimowa Uniwersjada – międzynarodowe zawody sportowców-studentów, które odbyły się we włoskim kurorcie narciarskim Livigno. Impreza została zorganizowana między 6 a 13 kwietnia 1975 roku. W zawodach rywalizowano tylko w konkurencjach zjazdowych oraz w biegach narciarskich. Do Włoch przybyło 191 zawodników z 15 krajów. Nad organizacją zawodów czuwała Fédération Internationale du Sport Universitaire. 

## Polskie medale
Reprezentanci Polski zdobyli 2 brązowe krążki. Wynik ten dał polskiej drużynie 7. miejsce w klasyfikacji medalowej.

### Brąz
- Zofia Majerczyk, Barbara Luberda i Emilia Pelczar – narciarstwo klasyczne, sztafeta 3 x 5 km
- Zygmunt Janocha, Ryszard Cybruch, Tadeusz Majoch i Wiesław Karwel – narciarstwo klasyczne, sztafeta 4 x 10 km

## Klasyfikacja medalowa
| Klasyfikacja medalowa | Klasyfikacja medalowa | Klasyfikacja medalowa | Klasyfikacja medalowa | Klasyfikacja medalowa | Klasyfikacja medalowa |
| --------------------- | --------------------- | --------------------- | --------------------- | --------------------- | --------------------- |
| Miejsce               | Reprezentacja         | Złoto                 | Srebro                | Brąz                  | Razem                 |
| 1                     | ZSRR                  | 5                     | 3                     | 3                     | 11                    |
| 2                     | Włochy                | 3                     | 3                     | 6                     | 12                    |
| 3                     | Francja               | 2                     | 4                     | 1                     | 7                     |
| 4                     | Szwajcaria            | 2                     | 0                     | 0                     | 2                     |
| 5                     | Czechosłowacja        | 1                     | 2                     | 1                     | 4                     |
| 6                     | Austria               | 0                     | 1                     | 0                     | 1                     |
| 7                     | Polska                | 0                     | 0                     | 2                     | 2                     |
| 8                     | Liechtenstein         | 0                     | 0                     | 1                     | 1                     |